# Eduardo María Schilling Monfort
Eduardo María Schilling Monfort (Waldshut, 1852 - Barcelona, 13 de novembre de 1925) fou un futbolista alemany de la dècada de 1890.
Era un alemany de família jueva conversa al catolicisme, que s'establí a Barcelona, on fundà una famosa armeria. Ja veterà, va jugar el primer partit de la història del FC Barcelona.